# Attendorn (stacja kolejowa)
Attendorn (niem: Bahnhof Attendorn) – stacja kolejowa w Attendorn, w kraju związkowym Nadrenia Północna-Westfalia, w Niemczech. W bezpośrednim sąsiedztwie stacji znajduje się dworzec autobusowy. Wcześniej stacja była punktem wymiany kilku linii kolejowych. Według klasyfikacji Deutsche Bahn posiada kategorię 6.
Obecnie stacja ma tylko dwa perony. Wysokość dwóch peronów wynosi 55 cm, a długość 140 m. Ogólnie rzecz biorąc, pociągi kursują w kierunku Olpe z toru 1 i do Finnentrop z toru 2.